# イマタ・カブア
イマタ・カブア（Imata Kabua、1943年5月20日 - 2019年9月18日）は、マーシャル諸島共和国の政治家。同国大統領（第2代）を1997年から2000年まで務めた。いとこでもあったアマタ・カブア大統領の死後、クェゼリン環礁の大酋長に就任し、その後議会で大統領に選出された。
2019年9月18日、76歳で死去。